# Robert Bourke

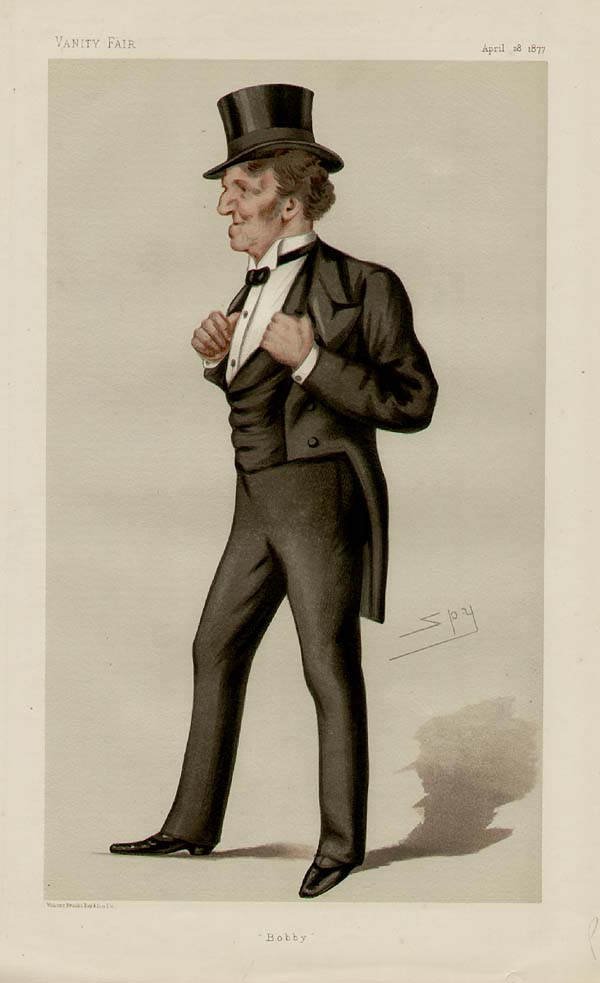
Karikatuur uit 1877 van Robert Bourke

Robert Bourke (11 juni 1827 – 3 september 1902) was een Anglo-Ierse aristocraat en jurist. Hij was een jongere zoon van de Graaf van Mayo. De politicus van de Conservative Party was onderstaatssecretaris van Buitenlandse Zaken van 1874 tot 1880 en van 1885 tot 1886. In 1888 was hij in Brits-Indië gouverneur van Madras.
Bourke werd in 1888 in de adelstand verheven als Baron Connemara. Omdat hij geen kinderen had stierf deze titel met hem uit.
In 1888 werd Lord Connemara een van de eerste Ridders Grootcommandeur in de Orde van het Indische Keizerrijk.